# Hieracium glaucinum
Hieracium glaucinum é uma espécie de planta com flor pertencente à família Asteraceae. 
A autoridade científica da espécie é Jord., tendo sido publicada em Cat. Gr. Jard. Dijon (1848) 22.

## Portugal
Trata-se de uma espécie presente no território português, nomeadamente em Portugal Continental.
Em termos de naturalidade é nativa da região atrás indicada.

## Protecção
Não se encontra protegida por legislação portuguesa ou da Comunidade Europeia.